# Лук Сергея
Лук Сергея (лат. Allium sergii) — многолетнее травянистое растение, вид рода Лук (Allium) семейства Луковые (Alliaceae).

## Распространение и экология
В природе ареал вида охватывает Тянь-Шань. Эндемик. Занесён в Красную книгу Казахстана.
Произрастает на щебнистых склонах.
Новое местонахождение этого редкого вида обнаружено в мае 1985 году в горах Каратау, ущелье Икансу, на выположенной поверхности (местные называют её жоном), на высоте 900 м над ур. м. Здесь лук Сергея произрастает на небольших глинисто-каменистых участках площадью 0,5–5,0 м².

## Ботаническое описание
Луковица яйцевидная, диаметром 0,75–1 см; наружные оболочки серые, бумагообразные. Луковички в числе 1–2, крупные, желтовато-коричневые, почти гладкие, тусклые. Стебель высотой 10–12 см, тонкий, на треть или на половину одетый влагалищем листа.
Лист обычно одиночный, очень редко их два, шириной 2–3 мм, узколинейный, желобчатый, сизый, штопорообразно скрученный, гладкий или по краю шероховатый, голый, равный зонтику.
Чехол в два–три раза короче зонтика, коротко заострённый. Зонтик обычно полушаровидный, реже пучковатый, немногоцветковатый, рыхлый. Цветоножки в три–четыре раза длиннее околоцветника, при основании без прицветников, наружные немного восходящие. Листочки звёздчатого околоцветника бледно-розовые, с пурпурной жилкой, ланцетные, тупые, позднее вниз отогнутые, скрученные, длиной около 4 мм. Нити тычинок едва короче листочков околоцветника, при основании между собой и с околоцветником сросшиеся, равные, шиловидные. Завязь сидячая, шероховатая, с семью–девятью семяпочками.

## Таксономия
Вид Лук Сергея входит в род Лук (Allium) семейства Луковые (Alliaceae) порядка Спаржецветные (Asparagales).
|  |                                      |  |                                                             |                                                             |                   |  | ещё 24 семейства (согласно Системе APG II) | ещё 24 семейства (согласно Системе APG II) |                     |  |  |  | ещё более 870 видов |
|  |                                      |  |                                                             |                                                             |                   |  | ещё 24 семейства (согласно Системе APG II) | ещё 24 семейства (согласно Системе APG II) |                     |  |  |  | ещё более 870 видов |
|  |                                      |  |                                                             | порядок Спаржецветные                                       |                   |  |                                            |                                            | род Лук             |  |  |  |                     |
|  |                                      |  |                                                             | порядок Спаржецветные                                       |                   |  |                                            |                                            | род Лук             |  |  |  |                     |
|  | отдел Цветковые, или Покрытосеменные |  |                                                             |                                                             | семейство Луковые |  |                                            |                                            | вид Лук Сергея      |  |  |  |                     |
|  | отдел Цветковые, или Покрытосеменные |  |                                                             |                                                             | семейство Луковые |  |                                            |                                            |                     |  |  |  |                     |
|  |                                      |  | ещё 44 порядка цветковых растений (согласно Системе APG II) | ещё 44 порядка цветковых растений (согласно Системе APG II) |                   |  |                                            | ещё около 300 родов                        | ещё около 300 родов |  |  |  |                     |
|  |                                      |  |                                                             | ещё 44 порядка цветковых растений (согласно Системе APG II) |                   |  |                                            |                                            | ещё около 300 родов |  |  |  |                     |